# Chamaemyia nataliae
Chamaemyia nataliae är en tvåvingeart som beskrevs av Tanasijtshuk 1986. Chamaemyia nataliae ingår i släktet Chamaemyia och familjen markflugor. Inga underarter finns listade i Catalogue of Life.